# Asciodes gordialis
Asciodes gordialis är en fjärilsart som beskrevs av Achille Guenée 1854. Asciodes gordialis ingår i släktet Asciodes och familjen Crambidae. Inga underarter finns listade i Catalogue of Life.